# Henry Nelson O'Neil
Henry Nelson O'Neil (Pietroburgo, 7 gennaio 1817 – 13 marzo 1880) è stato un pittore britannico.

## Biografia
Nato in Russia da genitori inglesi, visse soprattutto nel Regno Unito dove si trasferì all'età di tre anni. Fu allievo della Royal Academy, presso la quale studiò dal 1837 ed espose dal 1840, divenendone membro in seguito (1860). Dal 1844, per due anni, proseguì la formazione in Italia esponendo anche a Roma e a Firenze. Autore di soggetti storici, si recò nel 1865 in viaggio con il piroscafo Great Eastern per ritrarre la posa del cavo transatlantico del telegrafo tra l'Europa e l'America del Nord, ma la perdita del cavo nell'oceano gli impedì di realizzare il progetto. Dopo un nuovo viaggio in Italia e in Spagna, tornò in Inghilterra per tenere una serie lezioni di pittura all'Academy.
Fu membro della Clique.

## Opere
- La figlia di Iefte (1843)
- Le ultime ore di Mozart (1849)
- L'emozione di Ester (1850)
- Gli scribi leggono le cronache di re Assuero (1851)
- Ofelia (folle) offre margherite a Laerte (1852)
- Il sogno della regina Caterina (1853)
- Margherita e Faust (1854)
- Il ritorno del vagabondo (1855)
- Scena da Come vi piace (1856)
- Picnic a Windsor Forest (1857)
- A est! Partenza dei soldati a bordo della nave per l'India al tempo dell'ammutinamento (1858)
- Di nuovo a casa! (1859)
- I volontari (1860)
- Marinaio a bordo di nave naufragata in procinto di nuotare a riva con una cima (1860)
- Partenza di un bastimento d'emigranti da Blackwall (1861)
- Maria Stuarda lascia la Francia (1862)
- Stradella (1863)
- L'approdo della principessa Alessandra a Gravesend (1864)
- La lezione (1865)
- Canuto il Grande ascolta i monaci che cantano i vespri a Ely (1865)
- Le ultime ore di Raffaello (1866)
- Notizie di guerra (1866)
- Episodio della vita monastica di Lutero a Erfurt (1867)
- Scuola serale di Tiziano (1867)
- Prima di Waterloo (1868)